# Conus paulae
Conus paulae é uma espécie de gastrópode do gênero Conus, pertencente à família Conidae.